# Epífisi
|  | Per a altres significats, vegeu «Epífisi (desambiguació)». |

L'epífisi és cadascuna de les extremitats dels ossos llargs que s'uneix a la part mitjana o diàfisi per un cartílag que ulteriorment s'ossifica. Li correspon un centre d'ossificació secundari.

## Descripció
L'epífisi està formada per un teixit esponjós al centre i per una capa prima de teixit compacte en la seva perifèria i es troba separada de la part central de l'os per una regió anomenada metàfisi que és on es troba el cartílag de creixement.
Està coberta en la seva part externa pel periosti i en la seva part interna es troba la medul·la òssia vermella que és on es formen els glòbuls vermells i altres cèl·lules sanguínies. A la zona que forma l'articulació la recobreix un teixit cartilaginós que es diu cartílag articular.
Els principals ossos que posseeixen epífisi són els ossos llargs de les extremitats. En l'ésser humà tenen epífisi el fèmur, la tibia, el peroné, els metatarsians i les falanges en les extremitats inferiors, i l'húmer, el cúbit, el radi, els metacarpians i les falanges en les extremitats superiors.
Els ossos llargs de les extremitats tenen dos epífisi, la que està més pròxima a l'arrel del membre es diu epífisi proximal i la que està més allunyada epífisi distal.

## Altres significats
El terme epífisi pot també referir-se a una glàndula situada a l'interior del crani que es coneix també com glàndula pineal.

## Termes relacionats
- Epifisari: Relatiu a l'epífisi, per exemple una fractura epifisaria.
- Epifisitis: Inflamació de l'epífisi.
- Epifisiolisi: Separació anormal de l'epífisi la resta de l'os.
- Displàsia epifisària múltiple: És una malaltia d'origen genètic que afecta el creixement de l'os.